# Hearts on Fire (álbum)
Hearts on Fire é o segundo álbum do cantor Noel, lançado em 1993 pela Mercury Records. Contem apenas um single, "Hearts on Fire", lançado em fita cassete e 12" Single. O álbum também é significante por mostrar a mudança de estilo de Noel, agora com um álbum pop rock, o que não agradou seus fãs resultando em um álbum de pouco sucesso.
"Donna" é um cover de Ritchie Valens.

## Faixas
| N.º | Título                                | Duração |  |
| 1.  | "Hearts on Fire"                      | 4:33    |  |
| 2.  | "Ride"                                | 4:41    |  |
| 3.  | "We'll Make It Through"               | 3:09    |  |
| 4.  | "Hey Little Pretty Please"            | 5:06    |  |
| 5.  | "Running into the Sun"                | 3:51    |  |
| 6.  | "In Your Eyes"                        | 4:09    |  |
| 7.  | "Watching Over You"                   | 4:46    |  |
| 8.  | "Valentine's Day"                     | 5:00    |  |
| 9.  | "Donna"                               | 4:33    |  |
| 10. | "You Stole My Heart"                  | 4:59    |  |
| 11. | "Hearts on Fire" (Blessid Emosia Mix) | 3:53    |  |